# Milton Ross
Milton Ross (2 de dezembro de 1876 – 6 de setembro de 1941) foi um ator norte-americano da era do cinema mudo. Apareceu em 68 filmes entre 1914 e 1948.